# 飯生神社
飯生神社（いいなりじんじゃ）は、北海道山越郡長万部町陣屋町にある神社。旧社格は村社。

## 祭神
- 天照大神（あまてらすおおみかみ）
- 大国主命（おおくにぬしのみこと）
- 倉稲魂命（うかのみたまのみこと）

## 歴史
- 1773年 漁業の繁栄を祈念して建立したことに始まる。
- 1797年（文化13年）新たに京都にある伏見稲荷大社から（当時は京都伏見稲荷神社）御分霊を勧請する。
- 1860年 神社再建。
- 1884年 長万部村字長万部48番地に御社殿を造営。
- 1920年 例祭を8月8日、宵宮を9日、御還幸を10日に指定。（現在は9･10･11日）
- 1930年 神饌幣帛料供進神社に指定。
- 1931年 社務所を新築。以後神主が常勤となる。
- 1933年 現在地である陣屋町に移転遷座。
- 1985年 現社殿を造営。
- 1987年 社殿建元請け業者より神輿が寄進奉納。
- 2000年 現社務所を造営。
- 2016年 町内の配管工業者により、手水舎の建設完了。
- 2020年 8月10日・11日 神輿渡御指定100年記念に、初の新旧2基の神輿にて渡御を斎行。氏子平安・疫病退散（新型コロナウイルス退散）を祈願。
- 2022年 8月8日午後5時頃、敷地内で温泉（あるいは冷鉱泉）とみられる巨大な水柱が突然出現した[1]。
- 2023年 創始創建250年の式年奉祝大祭を開催（予定）。

## 2022年8月の水柱

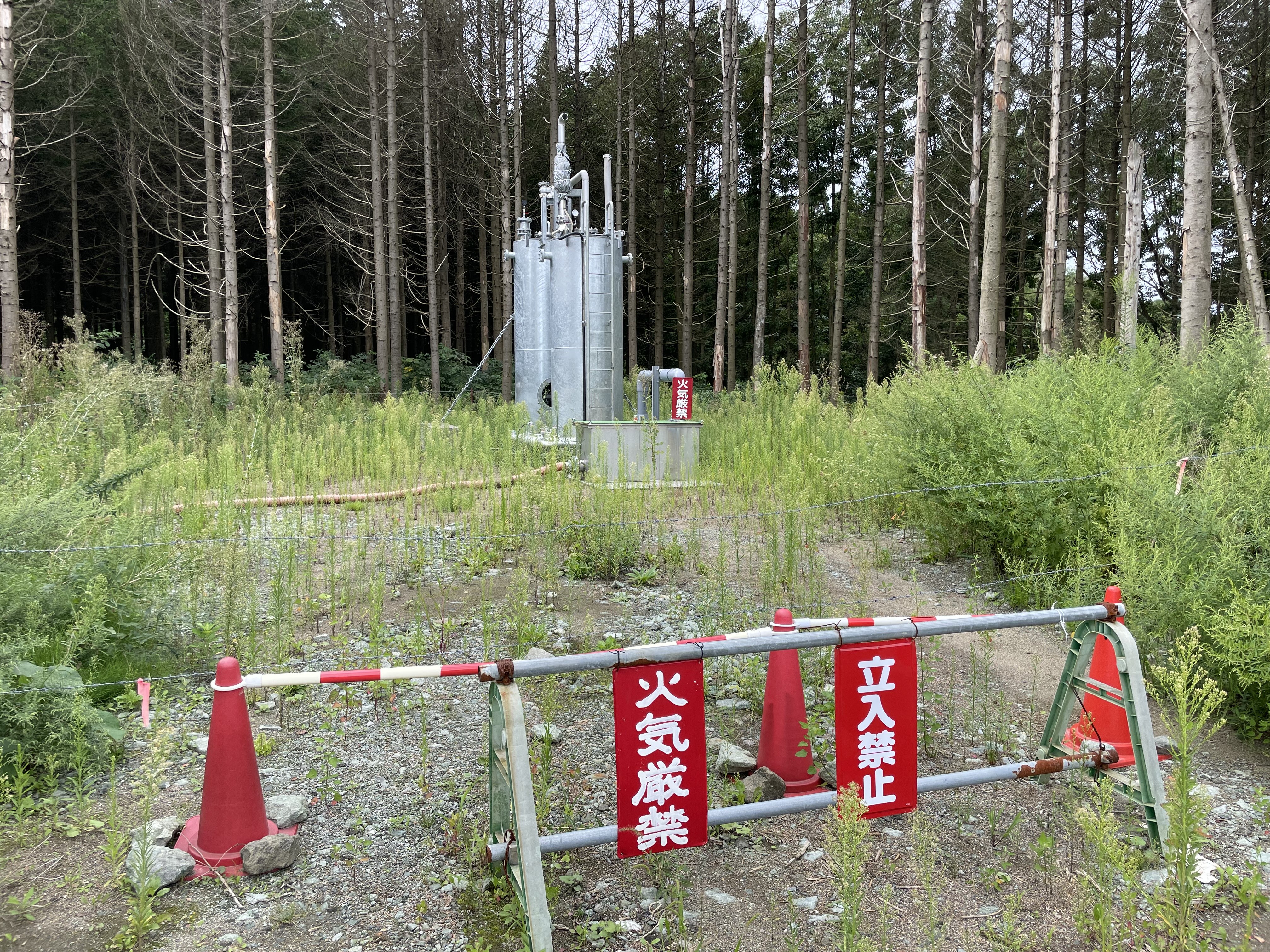
水柱噴出の跡地（2024年9月）
噴出水採取装置とガスセパレーターが設置されている。

2022年（令和4年）8月8日、飯生神社で噴出した水柱は、30メートルを越える高さにまで至った。噴出場所は1958年（昭和33年）から翌1959年（昭和34年）にかけて、地下資源調査のために民間業者と町が掘削した井戸があり、その井戸から水が出てきたとみられる。ただ、噴出口となった鉄管が何に使われたものなのかはわかっていない。
8月22日、長万部町が公表した水柱の分析結果によると、噴き出しているのは鉄やマンガンなどを含む低温泉水と推定され、人体へ悪影響を与えることはないという。しかし塩分が含まれているため、住宅地に塩害が発生するという問題があった。
水柱の存在が知れ渡るにつれ、1日に最大で約4000人の見物客が訪れるようになり、町は交通整理の業者を手配して自動車の誘導を行うことにした。しかし周辺の町道や民家前への駐停車が相次ぎ、移動を求めた町職員が暴力を振るわれるなど、トラブルも起きている。
また、噴出に伴う周辺の騒音は60 - 80デシベルと、最大で航空機の機内並みにまで達している。9月に入っても水の勢いが収まらないため、長万部町はふるさと納税の仕組みを活かしたクラウドファンディングを実施し、騒音や塩害への対策資金を募ることにした。防音の専門業者が吸音パネルを設置することで、被害を抑える計画である。パネル1枚は厚さ約10センチメートル・高さ約1メートル・幅約1.5メートルで、これをアルミ製フレームにはめ込み、高さ10メートルまで積み上げて水の噴出口を筒状に囲むという。
さらに長万部町は、鋼鉄製のタンクで水の飛散を抑える設備を設置する方針を固め、9月16日の定例町議会で関連予算4290万円を盛り込んだ補正予算案を提案した。計画にあるタンクは直径1.2メートルで、高さ4メートルと3.5メートルの2基。1基のタンクで噴出口に蓋をして水を受け止め、パイプの弁などで水量を調節しながら、隣に設置するもう1基のタンクに移して、水と気体を分離する。そして水は雨水升に流され、気体は量を調節して大気中へと排出されるのである。
9月の下旬に差し掛かると、水しぶきが以前より低くなっているように見える日も出てきた。また、長万部町が周辺16地点で実施している騒音の測定結果も、全地点で15 - 22デシベル低下しており、水の勢いが弱まってきた可能性が指摘されていた。そして噴出からちょうど50日目の9月26日未明、水柱は消失した。北海道立総合研究機構エネルギー・環境・地質研究所の高橋徹哉専門研究主幹は、1か月以上噴出が続いたことで、水を押し上げていた地中のガスの圧力が低下したと推測する。また、地層が崩れて井戸をふさいだ可能性にも言及し、再噴出の可能性はかなり低いとの見方を示した。
長万部町は9月26、27日にかけて業者に依頼し、井戸上部の鉄管やその奥の地下深くをカメラと電波で調査した。そしてその後、鉄管の先端にバルブを装着して、排出されるガスの圧力を調整可能とした。また29日には、予定していた吸音パネルの設置を実施した。その後、10月20日には吸音設備に替え、噴出水採取装置とガスセパレーターが設置された。